# كفر لحيمر
قرية كفر لحيمر هي إحدى القرى التابعة لمركز الدلنجات في محافظة البحيرة في جمهورية مصر العربية. حسب إحصاءات سنة 2006، بلغ إجمالي السكان في كفر لحيمر 3883 نسمة، منهم 2041 رجل و1842 امرأة.